# Era (cronología)
En cronología, una era es la fecha de un acontecimiento tomada  como referencia o hito por una civilización para el cómputo del tiempo debido a su importancia.
También se denomina era al periodo histórico prolongado que se caracterizó por el dominio de un personaje, un hecho o un proceso. Es similar pero no equivalente al concepto de edad histórica o de período cuando estas se nombran como Edad de Piedra o Edad de los metales. No deben confundirse las eras con las edades de la historia en que se divide el tiempo histórico (Edad Antigua, Edad Media, Edad Moderna y Edad Contemporánea).

## Etimología
Su etimología proviene del latín aera, plural de aes (bronce), como referencia al tributo impuesto por Octavio Augusto para demostrar el final de la conquista romana de Hispania en el año 38 a. C.

## Eras cronológicas
- En el Antiguo Egipto y Babilonia se contaba por los años de cada reinado.
- Era de las olimpiadas o era olímpica (cuenta por olimpiadas ―periodos de cuatro años― desde los primeros juegos olímpicos en la antigüedad, 776 a. C.).
- Era de Abraham, utilizada por el historiador Eusebio de Cesárea, con origen el 1 de octubre de 2100 a. C.
- Era romana o ab urbe condita (cuenta desde la fundación de Roma, 753 a. C.).
- Era diocleciana o era de los mártires (284).
- Era cristiana, o era del nacimiento de Cristo (independientemente de los errores en la estimación de la fecha de la Natividad, cuenta como año 1). También se la denomina era común o era vulgar. Además se le designa como nuestra era, que al igual que era común, se refiere al mismo período que computa los años a partir del año 1, pero con una visión universal que excluye la parcialidad religiosa. La Ortografía de la lengua española, publicada en 2010 por la RAE y la ASALE, registra las abreviaturas de todos estos nombres.[1]
- Era hispánica, utilizada en España, sur de Francia y norte de África. Origen el 1 de enero de 38 a. C.
- Era bizantina.
- Era de la hégira o era de Mahoma (622).
- Era regida por el calendario republicano francés (1792).
- Era del calendario

## Era como periodo histórico

### Nombradas por personajes
- Era filipina (de hegemonía española, entre 1556 y 1665 ―por la sucesión de reyes denominados Felipe―)
- Era isabelina (restringida a Inglaterra, entre 1558 y 1625 ―por la reina Isabel I de Inglaterra―)
- Era georgiana (restringida a Inglaterra, entre 1714 y 1830 ―por la sucesión de reyes denominados Jorge―)
- Era de Luis XIV (de hegemonía francesa, entre 1643 y 1715 ―por Luis XIV de Francia―, nombre utilizado por Voltaire para una de sus obras ―La Era de Luis XIV, 1751― donde la denominaba Le Grand Siécle ―"El Gran Siglo"―)
- Era de Pombal (restringida a Portugal, entre 1750 y 1777 ―por el Marqués de Pombal―)
- Era napoleónica (entre 1799 y 1815 ―por Napoleón Bonaparte―)
- Era de Metternich (periodo entre 1814 y 1848 en que las relaciones internacionales europeas se basaron en el denominado sistema Metternich, de la Santa Alianza o de los Congresos ―por el canciller austriaco Klemens von Metternich―)
- Era bismarckiana o Era de Bismarck (periodo entre 1848 y 1898 en que las relaciones internacionales europeas se basaron en el denominado sistema Bismarck ―por el canciller prusiano Otto von Bismarck―)
- Era victoriana (de predominio británico, entre 1830 y 1914 ―por la reina Victoria de Inglaterra―)
- Era de Stalin (en la Unión Soviética entre 1927 y 1953; y en el denominado bloque soviético desde 1945 ―por Iósif Stalin―)
- Era de Roosevelt (entre 1933 y 1945 ―por Franklin D. Roosevelt, el único presidente de Estados Unidos que obtuvo cuatro mandatos―)[2]
- Era de Franco (restringida a España, entre 1936 y 1975 ―por Francisco Franco―)
- Era de Mao o de la China maoísta (restringida a China, entre 1949 y 1976 ―por Mao Zedong―)

### Nombradas por hechos o procesos históricos
- Era de los descubrimientos
- Era de la revolución
- Era de la electricidad
- Era atómica
- Era espacial